# Іршанськ
Ірша́нськ — селище в Україні, центр Іршанської селищної територіальної громади Коростенського району Житомирської області. Розташоване біля річки Ірші. Населення становить 6969 осіб (станом на 1 січня 2024 року). Площа -— 14,76 км². Статус селища міського типу з 1963 року.

## Походження назви
Іршанськ названий на честь річки Ірша, що протікає біля селища. Назву самої річки пов'язують з відтінком води («іржа»), яка має рудий колір через поклади ільменіту в річці. З плином часу звук «ж» трансформувався в «ш» і назва набула сучасного вигляду. Друга версія походження назви річки Ірша походить від язичницького бога Хорса, якому поклонялося місцеве населення — древляни.

## Географія
Селище міського типу розміщене у південній частині Коростенського району на межі з Житомирським районом, на правому березі річки Ірша. Відстань від обласного центру — міста Житомира — 60 км, від районного центру, міста Коростень — 37 км, від залізничної станції Нова Борова — 11 км.
| Сусідні міста       |           |           |
| Олевськ             | Коростень |           |
| Новоград-Волинський | Іршанськ  | Малин     |
| Чуднів              | Житомир   | Радомишль |

| Сусідні села |          |              |
| Ковалі       | Старики  | Шершні       |
| Красносілка  | Іршанськ | Забране      |
| Турчинка     | Ємилівка | Гута-Добринь |

## Історія
Заснування селища пов'язано з будівництвом головного промислового об'єкта селища — Іршанського гірничо-збагачувального комбінату, що спеціалізується на видобутку та збагаченні ільменітових (титанових) руд. Розсипні родовища ільменіту розташовані в радіусі від 6 до 21 км від Іршанська. Технологія передбачає розкриття, видобуток і збагачення руди. З 2004 року ГЗК входить до складу ЗАТ «Кримський Титан».
Утворений Іршанськ 5 серпня 1960 року на базі промислових майданчиків Іршанського гірничо-збагачувального комбінату та Іршанського будівельно-монтажного управління № 72 (БМУ-72) як робітниче селище. Першими поселенцями на теренах сучасного Іршанська у 1953 році були геологорозвідники та будівельники. У народі нове поселення називали «11-ий кілометр» (відстань від тодішньої залізничної станції «Турчинка») та неофіційно величали — «місто Титаноград». На той час новий населений пункт адміністративно підпорядковувався Новоборівській селищній раді. У ньому проживали робітники, службовці та їхні родини, всього налічувалось 876 мешканців.
Надра околиць Іршанська багаті на цінні мінерали. Серед них перше місце займають поклади ільменіту. Відкривачем поліського металу в 1930-их роках був відомий житомирський геолог, професор Степан Володимирович Бєльський. Саме він представив перші дані про наявність ільменіту високих концентрацій у русловій частині Ірші. Подальші пошуки, вивчення й оцінка продовжувались геологорозвідниками як у довоєнні, так і у післявоєнні роки. Згідно з легендою, ще за часів Івана Богуна, на берегах древньої Рзи (Ірші) місцеві жителі відшукали болотну руду. З неї виготовляли метал на плуги, серпи, зброю, шоломи, кольчуги та мечі, які були відомі своєю міцністю навіть за межами Київської Русі.
Наприкінці 1954 року у числі першої організованої виробничої одиниці з Киргизстану на Прирейкову базу селища Нова Борова, для забезпечення новобудови електроенергією, прибув енергопоїзд № 37 із трудовим колективом у складі 31 фахівця. Відтоді почалася історія Іршанського ГЗК — головного підприємства Житомирщини з видобутку ільменітових пісків та їхнього збагачення. Першим директором комбінату був призначений Семен Маркелович Санніков. Нове підприємство розпочало розробку Іршанської групи родовищ титанових руд.
Навесні 1956 року дослідна 50-літрова драга видала перші кілограми ільменітового концентрату. На той час, окрім комбінату, в Іршанську діяли два будівельно-монтажні управління, Турчинський промисловий комбінат та хлібопекарня. Для робітників збудували гуртожитки барачного типу (теперішня вулиця Гулія). Згодом на території населеного пункту вже розміщувалися клуб, 2 бібліотеки, медичний пункт, дитячий садок, пошта, відділення зв'язку та їдальня. 1956 року були збудовані 2 перші сучасні житлові будинки № 1 та № 3 по вулиці Гагаріна (сучасна вулиця Захисників України) з усіма зручностями. У січні 1963 року Іршанськ отримав статус селища міського типу й став центром селищної ради. Того ж року відбулися перші вибори до ради, на яких було обрано 25 депутатів.
1986 року селище титанодобувників нагороджене Почесною Грамотою Верховної Ради УРСР за трудові успіхи, високу культуру та зразковий благоустрій.

## Населення
Під час останнього перепису населення 2016 року населення Іршанська становило 6 875 жителів:
| 1970* | 1979* | 1989* | 2001* | 2006  | 2007  | 2008  | 2009  | 2010  | 2011  | 2012  | 2013  | 2014  | 2015  | 2016  |
| ----- | ----- | ----- | ----- | ----- | ----- | ----- | ----- | ----- | ----- | ----- | ----- | ----- | ----- | ----- |
| 3 454 | 4 642 | 5 794 | 6 312 | 6 469 | 6 556 | 6 548 | 6 607 | 6 616 | 6 652 | 6 714 | 6 771 | 6 831 | 6 889 | 6 875 |

Розподіл населення за рідною мовою згідно з даними перепису 2001 року:
- 88,24 % — українська
- 11,33 % — російська
- 0,13 % — білоруська
- 0,02 % — болгарська
- 0,02 % — румунська
- 0,02 % — молдовська
- 0,02 % — польська

## Урбаноніми
Вулиці:
- Шевченка
- Гулія
- Лесі Українки
- Захисників України (Гагаріна)
- Корольова
- Шкільна
- Садова
- Лісна
- Богдана Хмельницького
- Будівельників
- Енергетиків
- Івана Франка
- Новоборівська
- Першопрохідців
- Професора Бельського

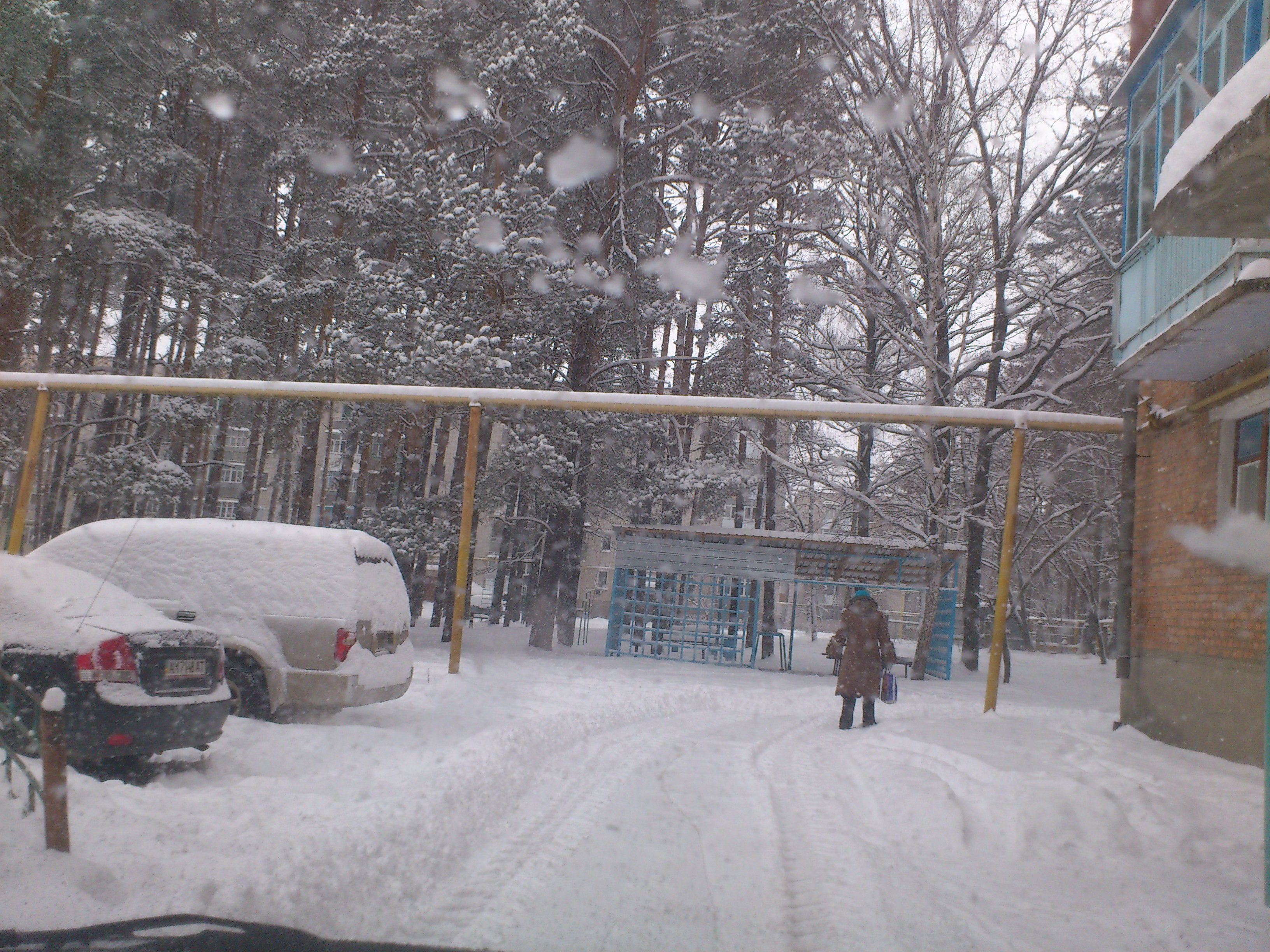
Один із дворів по вул. Шевченка взимку

- провулки Амосова, Геолога Осколкова, Геологів, Гірників, Ільменітовий, Козацький, Коробейнікова, Космонавтів, Лаптєва, Молодіжний, Поліський, Саннікова (у приватному секторі)

Також на честь селища названо вулицю Іршанську в Малині, Новій Боровій та провулок Іршанський у Житомирі.

## Політика

Іршанська селищна рада, 2012

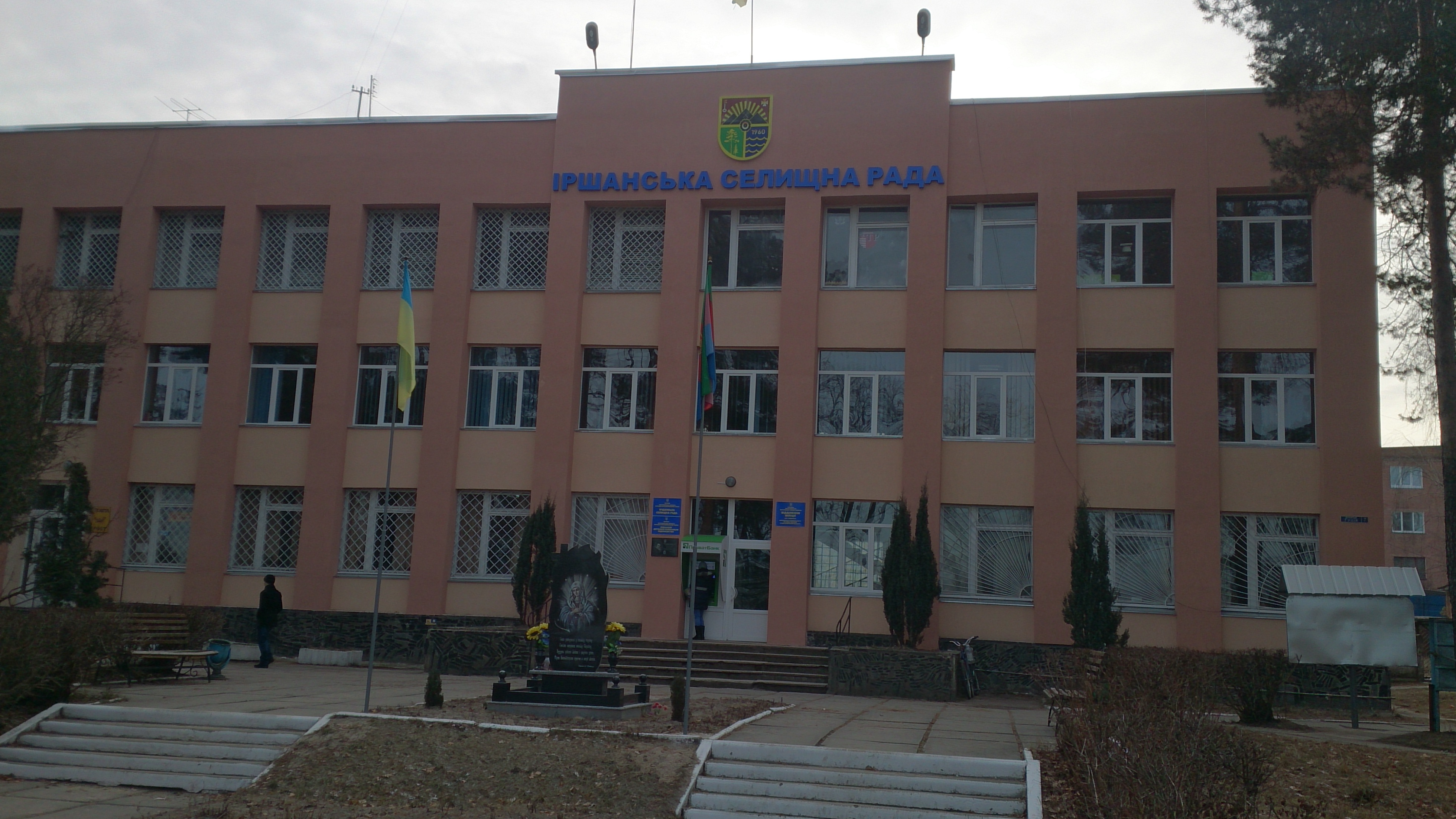
Іршанська селищна рада, 2014

Іршанська селищна рада останнього скликання обрана 25 жовтня 2015 року та складається з 26 депутатів-самовисуванців.
31 жовтня 2010 року відбулися вибори Іршанського селищного голови, де перемогу здобув Анатолій Борисович Рак, за якого проголосували 1074 виборці з 2346. 25 жовтня 2015 року Анатолія Рака було переобрано головою Іршанської селищної громади.

### Селищні голови (з 2006 року)
| ПІБ                      | Основні відомості                                                | Дата обрання | Дата звільнення |
| ------------------------ | ---------------------------------------------------------------- | ------------ | --------------- |
| Шадура Марія Пилипівна   | Селищний голова, 1936 року народження                            | 26.03.2006   | 01.05.2007      |
| Кисельова Алла Іллівна   | Селищний голова, 1956 року народження, позапартійна              | 09.09.2007   | 31.10.2010      |
| Рак Анатолій Борисович   | Селищний голова, 1974 року народження, освіта вища, безпартійний | 31.10.2010   | 12.02.2024      |
| Сахненко Сергій Петрович | Селищний голова, 1960 року народження, освіта вища               | 25.10.2020   |                 |

Примітка: таблиця складена за даними джерела

### Всеукраїнські вибори
У третьому турі виборів Президента 2004 року за Віктора Ющенка проголосувало 2276 виборців Іршанська (62 %), а за Віктора Януковича — 1167 (31,03 %).
На парламентських виборах 2006 року результати прохідних партій по Іршанську були такими:
- БЮТ — 885 (26,3 %)
- Партія регіонів — 691 (20,53 %)
- Блок «Наша Україна» — 671 (19,94 %)
- КПУ — 267 (7,93 %)
- СПУ — 225 (6,69 %)

На парламентських виборах 2007 року:
- БЮТ — 1063 (36,34 %)
- Партія регіонів — 745 (25,47 %)
- НУ-НС — 364 (12,44 %)
- Блок Литвина — 223 (7,62 %)
- КПУ — 182 (6,22 %)

У другому турі виборів Президента 2010 року за Юлію Тимошенко проголосувало 1977 виборців Іршанська (56,8 %), за Віктора Януковича — 1258 (36,12 %).
На парламентських виборах 2012 року результати прохідних партій по Іршанську були такими:
- «Батьківщина» — 1081 (35,68 %)
- Партія регіонів — 795 (26,24 %)
- УДАР — 357 (11,78 %)
- КПУ — 344 (11,35 %)
- ВО «Свобода» — 191 (6,3 %)

На виборах Президента 2014 року:
- Петро Порошенко — 2098 (61,36 %)
- Юлія Тимошенко — 430 (12,58 %)
- Олег Ляшко — 279 (8,16 %)
- Сергій Тігіпко — 154 (4,5 %)
- Анатолій Гриценко — 139 (4,07 %)

На парламентських виборах 2014 року:
- Блок Петра Порошенка — 815 (28,43 %)
- Народний фронт — 701 (24,45 %)
- Самопоміч — 276 (9,63 %)
- Радикальна партія Олега Ляшка — 263 (9,17 %)
- Опозиційний блок — 120 (4,19 %)

## Економіка та промисловість

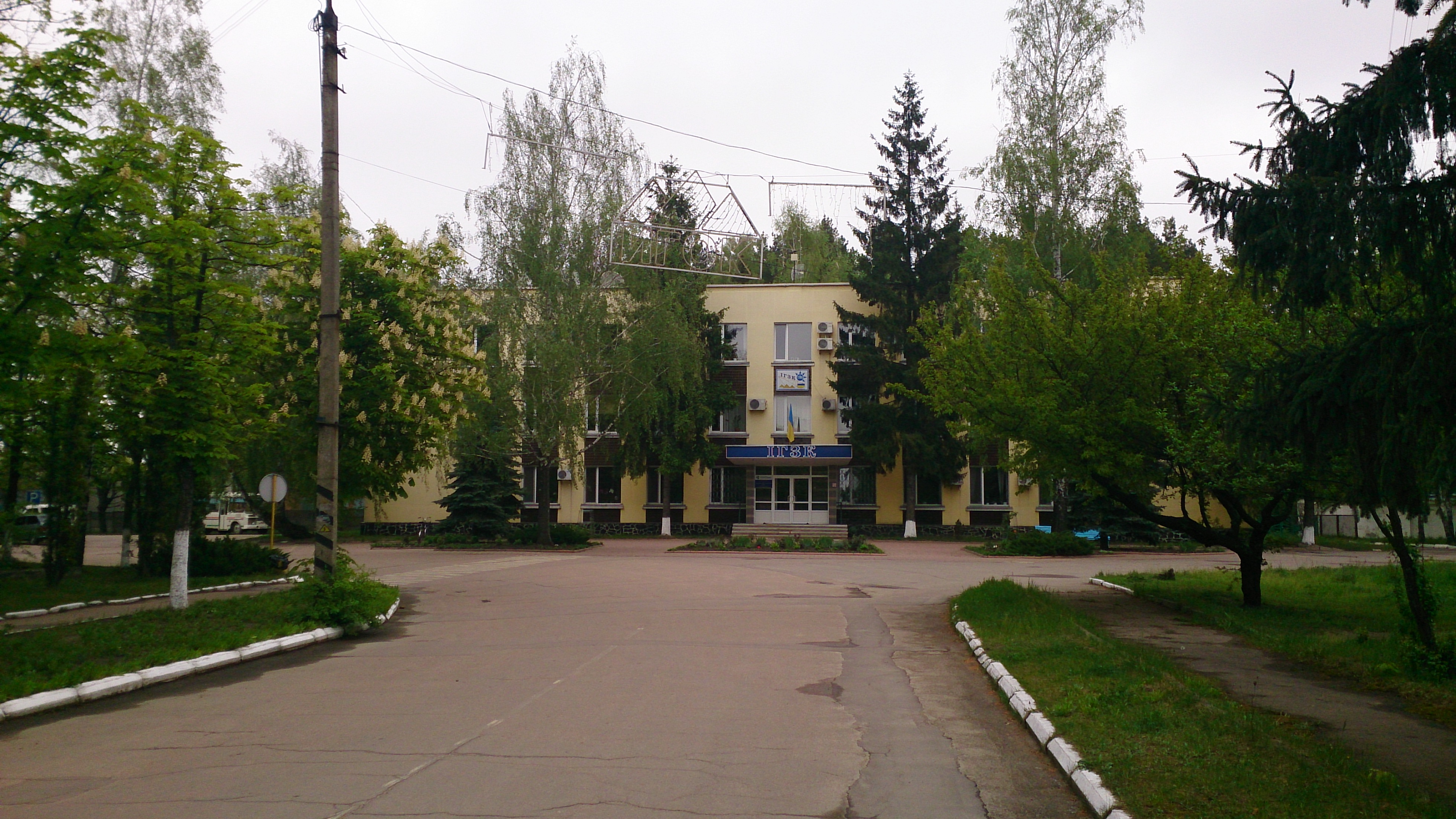
Іршанський гірничо-збагачувальний комбінат

Іршанськ є важливим промисловим центром Хорошівського району. Іршанський гірничо-збагачувальний комбінат (філія ЗАТ «Кримський Титан») — одне з найпотужніших гірничодобувних підприємств України. Головними споживачами ільменітового концентрату, який виробляє комбінат, є підприємства хімічної промисловості України, а також Росії, Казахстану, Чехії та США.
Ільменітовий концентрат, що виробляється на підприємстві, видобувається відкритим способом на Іршанській групі родовищ титанових руд та збагачується на виробничих потужностях комбінату. Завданням гірничо-збагачувального комбінату є виділення з кожної тонни породи, яка знаходиться на глибині від 15 до 30 м, 50-70 кг ільменітової руди.
Перший ільменітовий концентрат на Іршанському ГЗК отримали 1956 року. Промислове видобування ільменітового концентрату на комбінаті здійснювалося за допомогою 2 електричних драг місткістю по 210 л з подальшим збагаченням чорнових концентратів на доводочній фабриці. 1966 року став до ладу кар'єр № 1 для розробки родовищ терасової частини розсипу. 1970 року ввели Лемненську копальню із закінченим процесом видобування і збагачення; 1971 року — кар'єр № 2, куди перенесли драги та крокуючі екскаватори.
На обліку ІГЗК знаходиться 7 родовищ. В розробці перебувають ще 3, запаси в яких становлять 12 % від загальних. Останніми роками комбінат ввів у дію новий кар'єр потужністю 1 млн м³ ільменітової руди на рік. Руда видобувається на 6 діючих кар'єрах потужністю 60-70 тисяч тонн ільменітового концентрату кожен, тому сумарний випуск по підприємству становить близько 400 тонн на рік. Процес збагачення відбувається на 2 доводочних фабриках. Більша частина ільменітового концентрату призначається для внутрішньогосподарського споживання на ПрАТ «Кримський титан», філією якого є комбінат; значна частина продається до ПАТ «Сумихімпром».
Каменеобробні підприємства селища «Рута», «Іван», «Стиль» та «Основа АТ» є лідерами каменеобробної галузі району. Вони постійно нарощують обсяги виробництва з видобутку та обробки природного каміння (габро, лабрадорити, граніт, анортозити). Кам'яні вироби цих підприємств (пам'ятники, облицювальні матеріали) мають великий попит в Україні та за її межами.

## Соціальна сфера
Перший навчальний заклад Іршанська був побудований 1961 року. Нині у загальноосвітній школі навчається близько тисячі учнів, працює 89 педагогів. В селищі також функціонують школа мистецтв, установи охорони здоров'я, дитячий садок, бібліотека, сучасні торговельні центри, філії банків. На околиці Іршанська розміщені санаторій-профілакторій та фізкультурно-оздоровчий комплекс.

### Освіта
Загальноосвітні навчальні заклади:

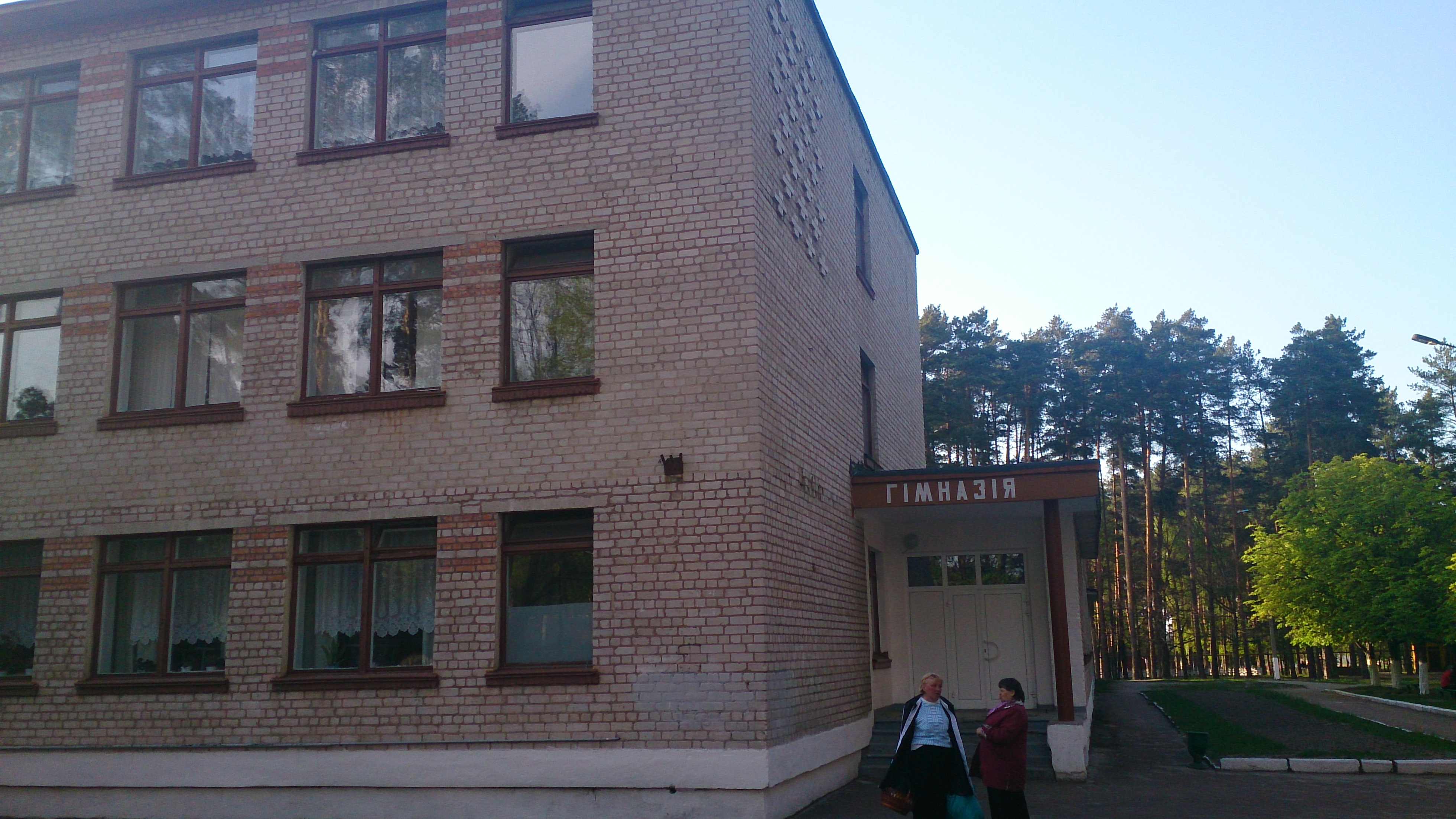
Іршанська гімназія, вхід

- Іршанський навчально-виховний комплекс «Гімназія-дитячий садочок» І-ІІІ ступенів (вул. Шевченка, 20 — середні та старші класи)
- Іршанський навчально-виховний комплекс «Гімназія-дитячий садочок» І-ІІІ ступенів (вул. Шевченка, 11 — молодші класи)

Дошкільні навчальні заклади:
- Іршанський навчально-виховний комплекс «Гімназія-дитячий садочок» І-ІІІ ступенів (вул. Шевченка, 20)
- Іршанський навчально-виховний комплекс «Гімназія-дитячий садочок» І-ІІІ ступенів (вул. Гулія, 11)

### Школа мистецтв

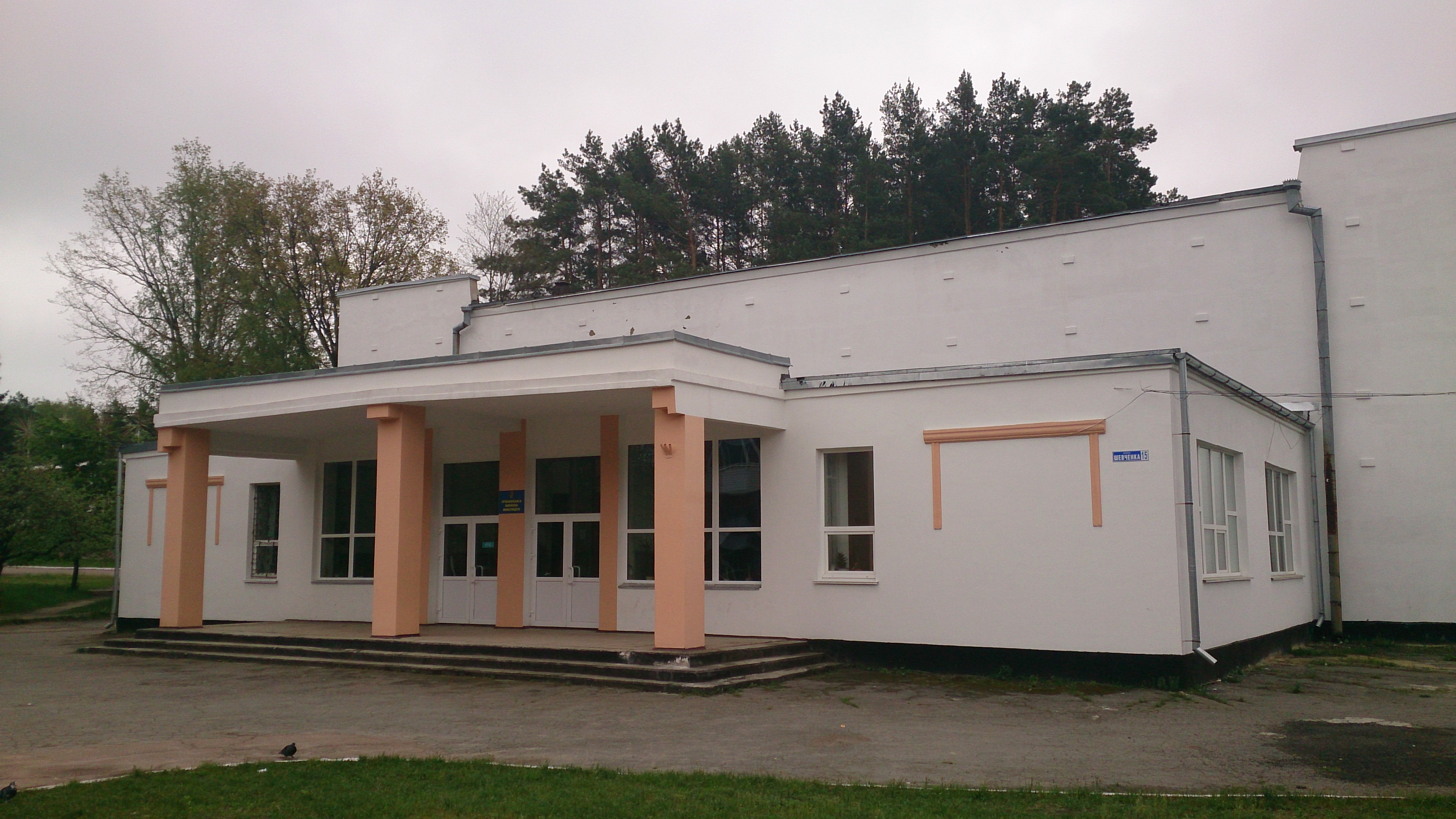
Школа мистецтв

Іршанська школа мистецтв була відкрита 2009 року рішенням Хорошівської районної ради на базі музичної школи за адресою вул. Шевченка, 15. Це дало можливість запровадити додаткові предмети: образотворче мистецтво та хореографію. У школі діють дитячі колективи, зокрема, ансамбль скрипалів, зведений хор учнів школи мистецтв, ансамбль баяністів тощо. У школі працює 17 викладачів та навчається близько 200 учнів. Директор — Тамара Леонідівна Злобіна.
Вихованці школи є активними учасниками обласних оглядів-конкурсів та олімпіад. За навчальний рік їх учасниками стали 14 учнів з усіх відділів. Усі вони були відзначені грамотами обласного управління культури, а учень духового відділу Богдан Шпак посів перше місце в обласному конкурсі серед учасників на духових та ударних інструментах. Випускники школи щороку вступають до музичних закладів, зокрема, до Житомирського музичного училища імені Віктора Косенка. Школа проводить традиційні свята та регулярні виставки робіт художнього відділення.

## Символіка

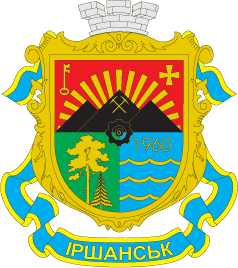
Герб Іршанська

Прапор та герб Іршанська були затверджені 18 травня 2011 року рішенням селищної ради.
Герб селища являє собою геральдичний щит із заокругленою нижньою частиною, який накладено на декоративний бронзовий картуш, увінчаний срібною мурованою короною. Срібний колір міської корони над щитом вказує на статус населеного пункту — це ознака гербів селищ та молодих міст. Щит окантований та розділений на три частини золотими смугами. Верхня частина — червоного кольору. Три чорні терикони, на одному з яких два схрещені золоті гірськорудні молотки, символізують основну галузь промисловості селища — гірничо-видобувну. Схід сонця символізує життєву силу, багатство та добробут краю; ключ — мудрість та багатства надр. Лапчастий хрест є символом духовності народу. Нижня ліва частина, зеленого кольору із зображеними золотою сосною та ялинкою, символізують розташування селища серед хвойних лісів Полісся. Нижня права частина, синього кольору з золотими хвилями, символізує річку Іршу, на честь якої назване поселення. Права частина — синього кольору. Золоті цифри 1960 — дата його заснування. У центрі щита зображено алмазну фрезу як символ каменеобробної галузі, другої за значенням промисловості селища.

## Культура

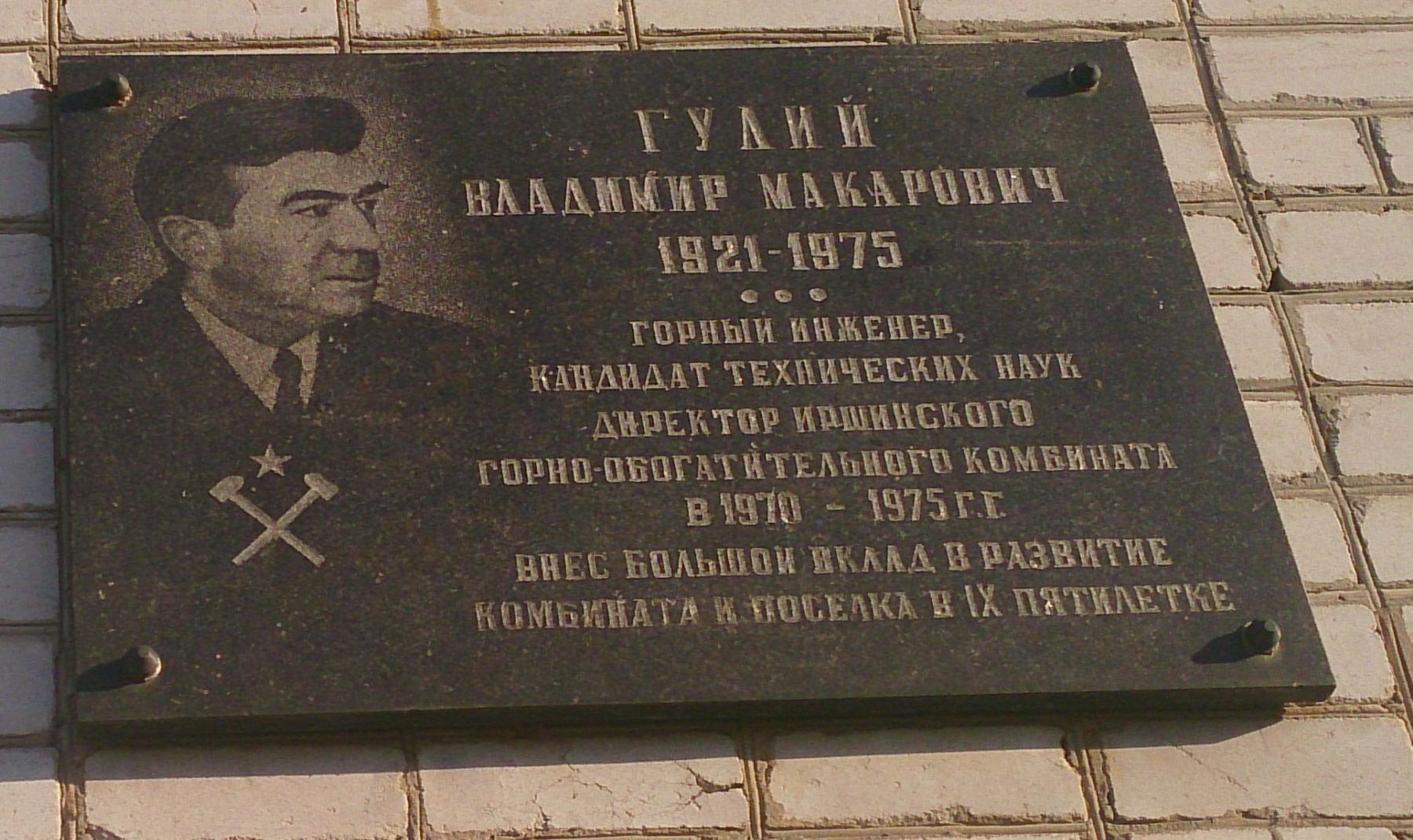
Пам'ятна дошка В. Гулію

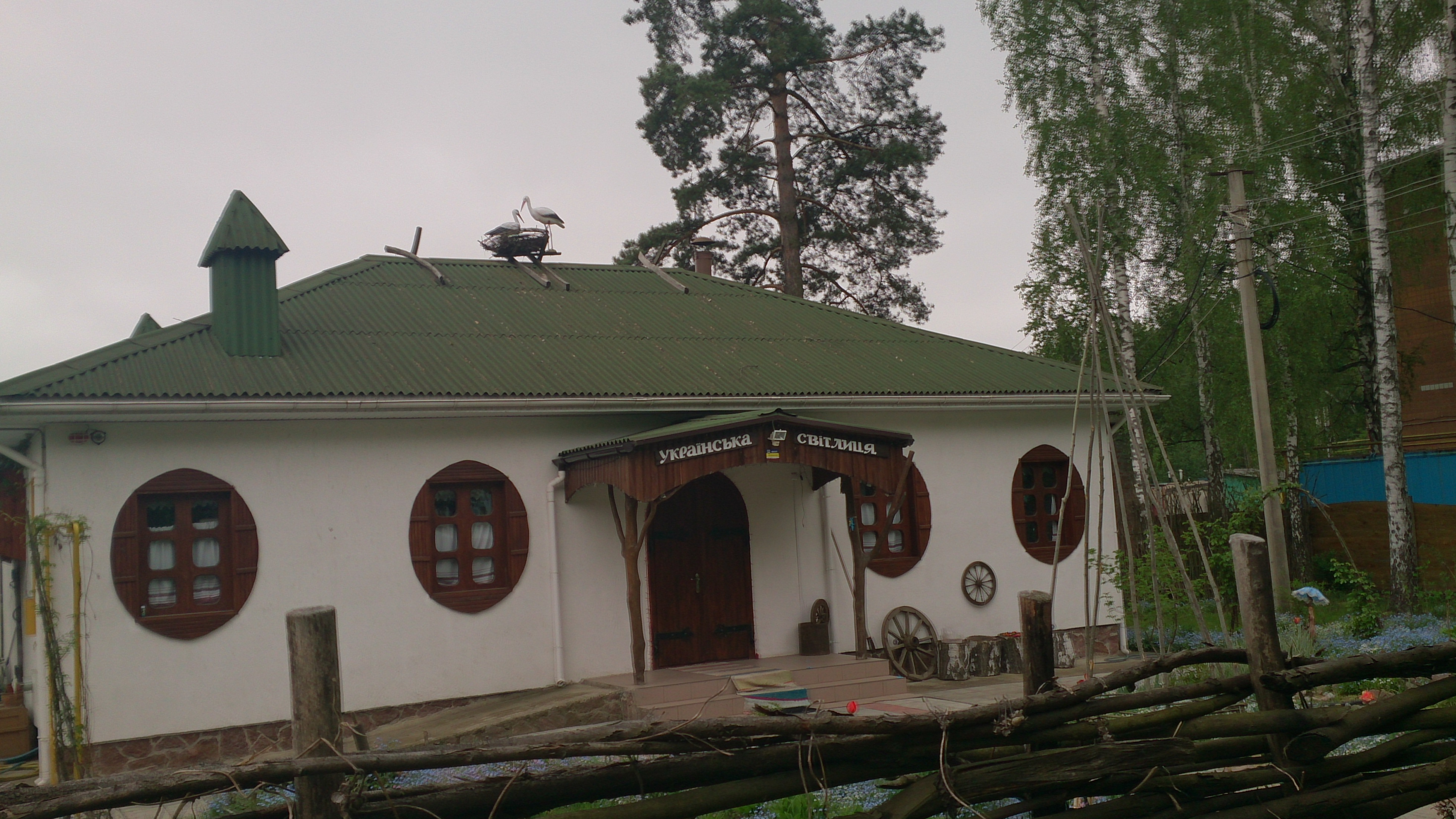
Музей «Українська світлиця»

Пам'ятник Небесній Сотні

В Іршанську діє Палац культури «Титан». У ньому працює більше 10 творчих об'єднань та гуртків. Почесне звання «народний» має хор української пісні «Забава». Зразковий дитячий танцювальний колектив «Райдуга» є постійним учасником та переможцем оглядів, конкурсів і фестивалів. Широко відомий хореографічний колектив, що об'єднує понад 200 юних танцівників. Танцювальні та співочі колективи селища неодноразово брали участь у фестивалях, зокрема, українсько-польської культури та фестивалі «Мости-2005», який проходив у Чехії.
Щороку, починаючи з 2004, у вересні проводиться Відкритий обласний фестиваль «Райдуга» для дітей з обмеженими можливостями та дітей, позбавлених батьківського піклування. Захід проходить під патронатом Головного управління праці та соціального захисту населення, обласного управління освіти і науки, управління культури і туризму обласної державної адміністрації, філії «Іршанський ГЗК» ПрАТ «Кримський ТИТАН», інших гостей та меценатів свята. Зокрема, 2013 року фестиваль зібрав понад 300 дітей. На фестивалі працюють демонстраційні майданчики для дітей («Пожежної техніки», «Військової техніки», «Міліції», «Виставка дитячої творчості», «Живий куточок»), різноманітні ігрові секції («Зроби сам», «Салон краси», «Музичний», «Караоке»), спеціальна секція «Салон краси» для дівчат, де охочі учасниці можуть робити охочим зачіски, манікюр, макіяж тощо. Роздаються також інформаційні листівки, наприклад, щодо пожежної безпеки.
Спільно з музичною школою готуються вечори романсу та бардівської пісні: «Доки горить свіча», «Візьми гітару». Щорічне свято селища, День металурга, святкується у третю неділю липня. Організатором виступає Іршанський ГЗК. Закінчується святкування вечірнім концертом та салютом. 2013 року разом із Днем металурга вперше було окремо відзначено День селища.
У центрі поселення, на одному із житлових будинків по вулиці Гулія, 9 встановлено меморіальну дошку на пам'ять другого директора гірничо-збагачувального комбінату Володимира Макаровича Гулія — за значний внесок у розвиток Іршанська. В Іршанську також знаходяться Українська православна Свято-Покровська церква, церква Євангельських християн-баптистів та Римсько-католицька парафія Дитини Ісуса.
20 липня 2014 року, в день селища, біля Іршанської селищної ради було урочисто відкрито пам'ятник Небесній Сотні.

### «Українська світлиця»
15 липня 2012 року в Іршанську відкрився створений родиною Перетейків музей «Українська світлиця». Він є центром народних промислів та етнографії, місцем збору самодіяльних колективів, поетів, художників та майстрів народних ремесел. Має вигляд хати зі стилізованими під старовину дерев'яними віконницями, оточеної квітами. У невеликих сінях на стіні висять справжні знаряддя селянської праці, зібрані господарями з усіх околиць.
|                                                          | Одна моя знайома ледь не розплакалася, коли вперше зайшла: запах навіяв щемливі спогади дитинства… Іршанськ – індустріальне селище, яке виросло у 50-х роках ХХ ст. прямо посеред лісу. Сюди їхали на роботу з усіх околиць колишнього СРСР, але водночас – і з найближчих районів Житомирщини. Хочеться, щоб ці люди не забували, хто вони, звідки, якого роду-племені! Це і стало поштовхом для нашої ідеї: дати тутешнім поліщукам та волинянам точку духовної опори. Створити місце, до якого ноги б самі йшли! |
| — Діана Перетейко, директор та один із засновників музею | |

## Спорт

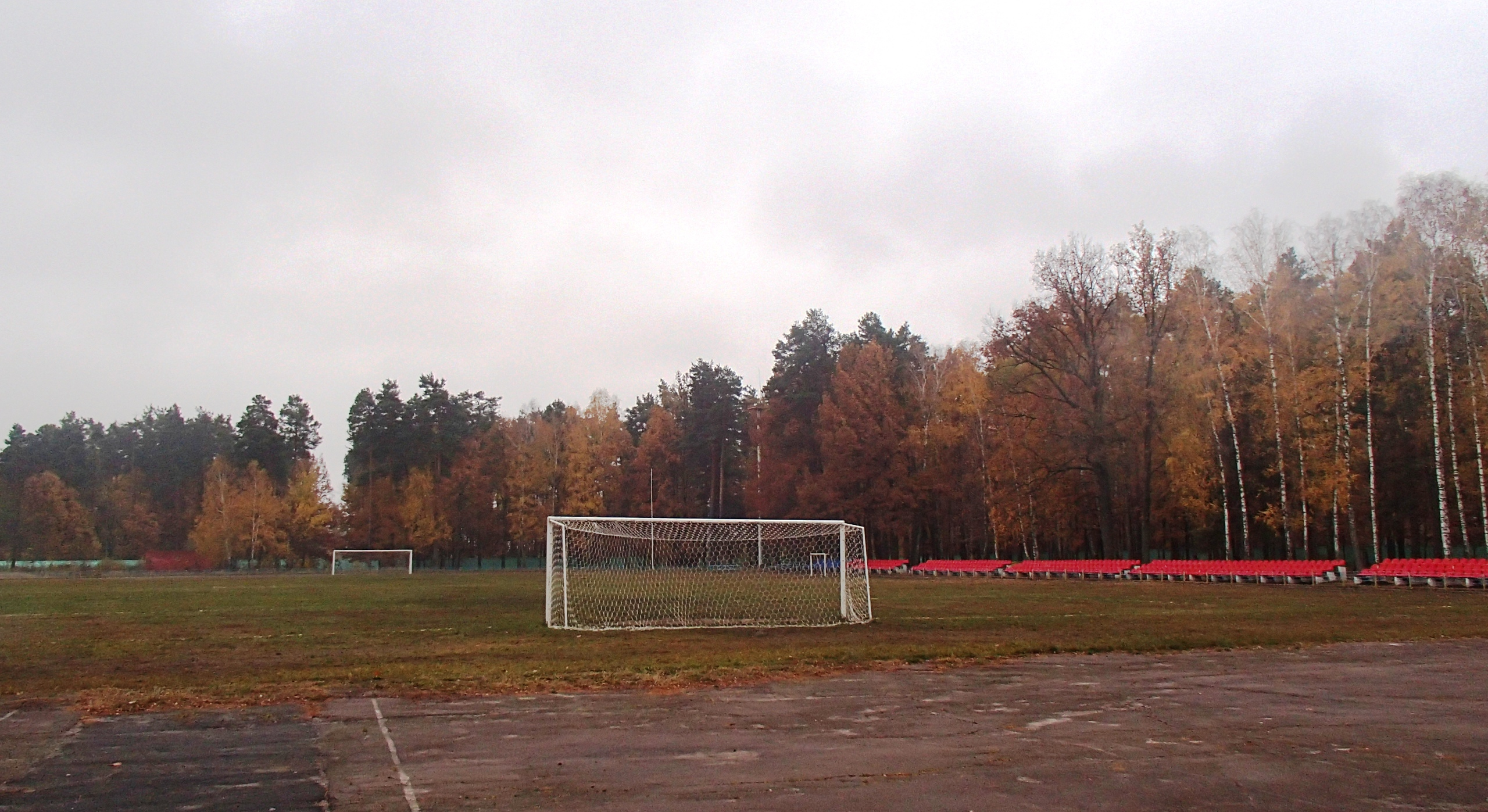
Стадіон ФК «Титан»

Діє місцевий футбольний клуб «Титан», що регулярно виступає на обласному рівні. Клуб був заснований 1965 року, а 2001 року був реорганізований у футбольно-спортивний клуб «Титан». Директор клубу — Літвінчук Олександр Павлович, тренер — Маніхін Микола Сергійович.Маня ваще лізун,один перепихон на уме
Досягнення клубу:
- 2001 рік — 2 місце у Чемпіонаті області та 4 місце серед команд гірничо-металургійної промисловості, що проходив в Іршанську. Цього ж року футбольний клуб брав участь у чемпіонаті України з футболу серед аматорів;
- 2003 рік — 8 місце у Першості Житомирської області;
- 2004 рік — 8 місце у Першості Житомирської області;
- 2005 рік — 10 місце у Першості Житомирської області;
- 2006 рік — 3 місце у Першості Житомирської області.

2011 року «Титан» став одним із двох фіналістів кубку Житомирської області (ФФЖО Коцюбка), де поступився спортивному клубу «Легіон» з Житомира.

## Релігія
Більшість мешканців Іршанська — це православні та римо-католики.
- Костел Дитятка Ісуса
- Церква Святої Покрови ПЦУ[28]

#### Римо-католицька церква
За інформацією з ЄДРПОУ, місцева релігійна громада (парафія) Дитини Ісуса Римсько-Католицької Церкви формально була заснована 28 березня 1995 року. Проте фактично її організував у листопаді 1996 року о. Ришард Шміст, священник Тарновської дієцезії у Польщі, який тоді служив в парафії Матері Божої Скорботної у Новій Боровій.
Іршанські віряни спочатку збирались на богослужіння по неділях, ймовірно, у приватних помешканнях та одночасно приступили до будівництва власного костелу. Багато хто з них працював на спорудженні святині, жертвував кошти для неї. І вже скоро вони змогли кристуватись нижньою частиною цього храму та надіялись, що 2016 року буде відправлена перша Свята Меса у верхній його частині, проте це відбулось лише 24 серпня 2019 року.
Вірян Іршанська та сусіднього села Старики продовжують обслуговувати дієцезіальні священники з парафії Матері Божої Скорботної у Новій Боровій. Завершилося будівництво та оснащення місцевого костелу.

## Транспорт
У селищі є автостанція, що знаходиться на площі біля ринку. Встановлено регулярні автобусні сполучення з Житомиром, Києвом, Хорошевом, Коростенем, Новою Боровою тощо. Також використовуються службові автобуси для перевезення робітників ІГЗК до кар'єрів.

## Видатні особи, пов'язані з Іршанськом
- Гулій Володимир Макарович (1921—1975) — український радянський гірничий інженер, директор Іршанського гірничо-збагачувального комбінату (1970—1975).
- Максюта Анатолій Аркадійович — український політик, перший заступник міністра економічного розвитку і торгівлі України, випускник Іршанської школи.[30]
- Стретович Володимир Миколайович — український політик, випускник Іршанської школи.[30]
- Фролов Сергій Вікторович (1985—2015) — молодший сержант Збройних сил України, учасник російсько-української війни.

## Міста-побратими
Вінтон, Сполучені Штати Америки
 Неллісфорд, Сполучені Штати Америки

## Краєвиди селища

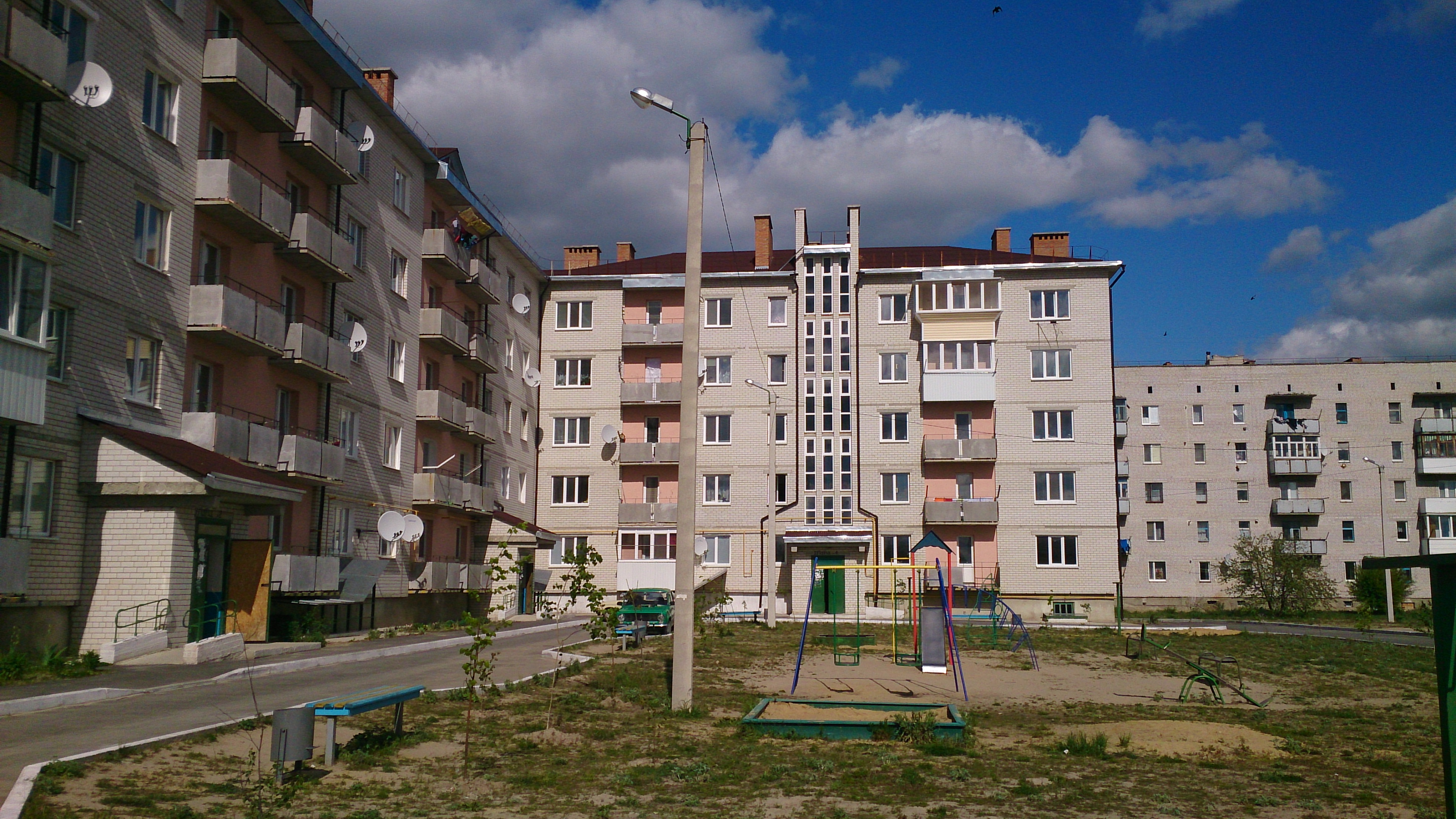
Новобудови на вулиці Корольова
Палац культури «Титан»
Площа
Центральна вулиця Лесі Українки
Вулиця Лесі Українки
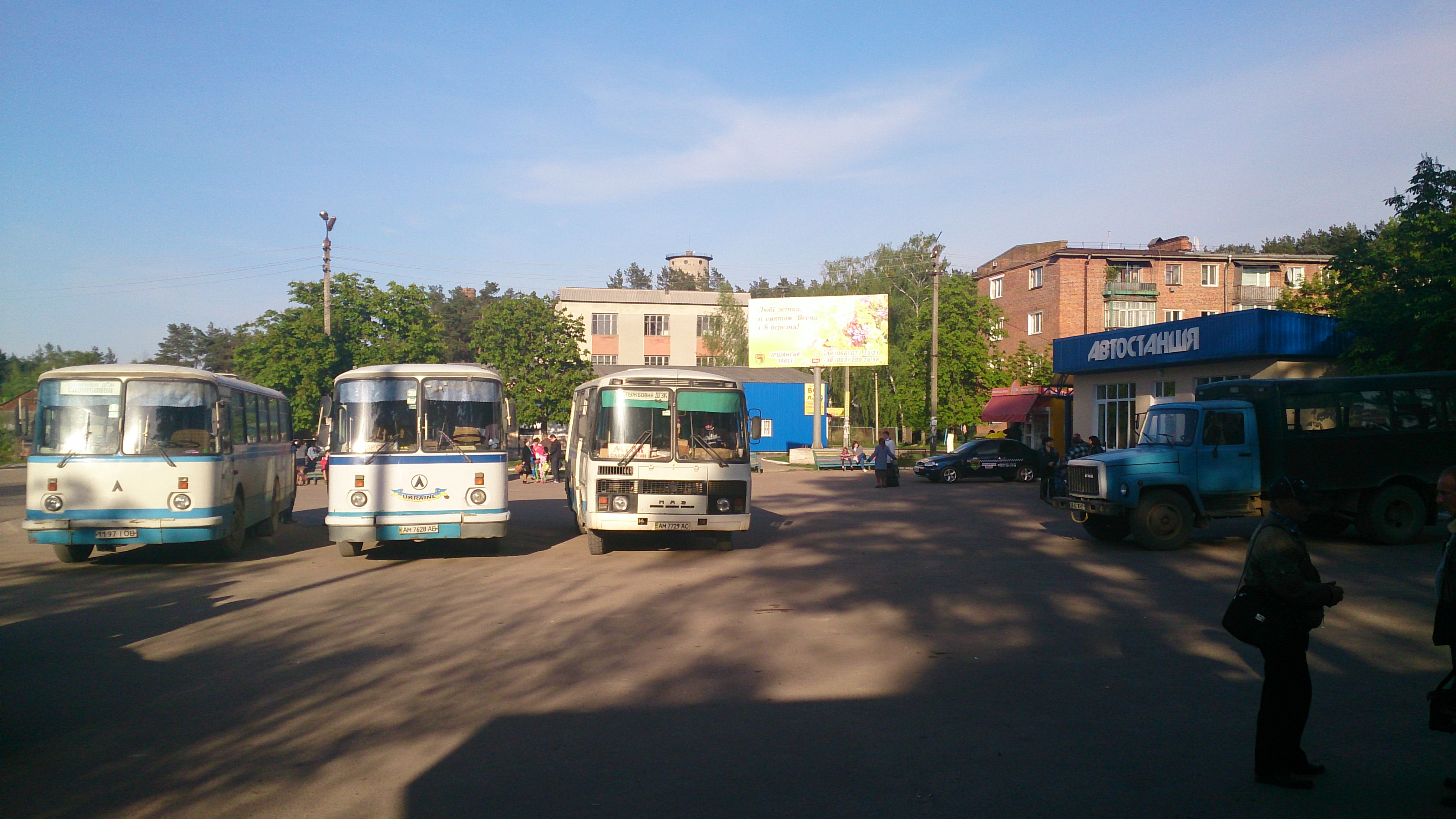
Автобусна станція, 2014 рік